# Palette (Küchengerät)
Eine Palette ist ein Küchengerät, das aus einem Griff sowie einem langen und flachen, gleichmäßig breiten, biegsamen Stahlblatt mit abgerundeter Spitze besteht. Sie ist in Form und Funktion das Küchenanalogon zu einem Spachtel. Das Werkzeug wird in gerader und gekröpfter Form, das heißt mit einer abgewinkelten Tragefläche („Winkelpalette“), angeboten. Diese Ausführung wird in einer kleineren Form auch als Glasurmesser bezeichnet. Dort ist sie unter Umständen mit einer Messskala und einer als Schneide ausgebildeten Kante ausgestattet. Weitere Bezeichnungen sind Konditorenmesser und Streichpalette.

## Anwendung
- Zum Wenden von Bratgut sowie zur Formung von Omeletten.[1]
- In der Konditorei und Bäckerei dient die Palette bei der Herstellung von Kuchen, Torten und Desserts dem Glattstreichen und Verteilen von Cremes, Glasuren, Füllungen, Schlagsahne und Ähnlichem.[2]

Außerdem eignet sie sich zum Anheben oder Wenden von Keksen, Plätzchen, Tortenstücken usw.

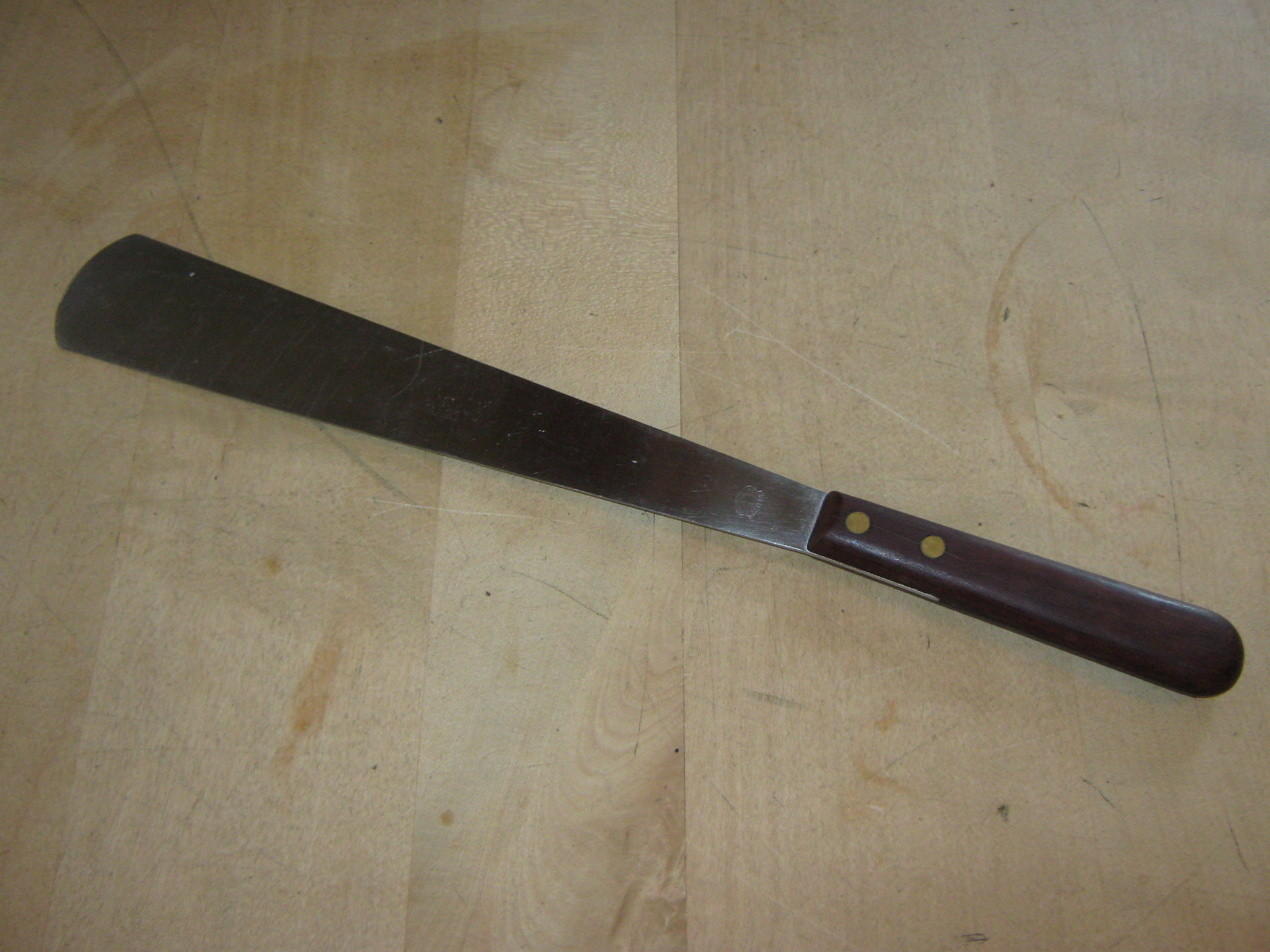
Gerade Form
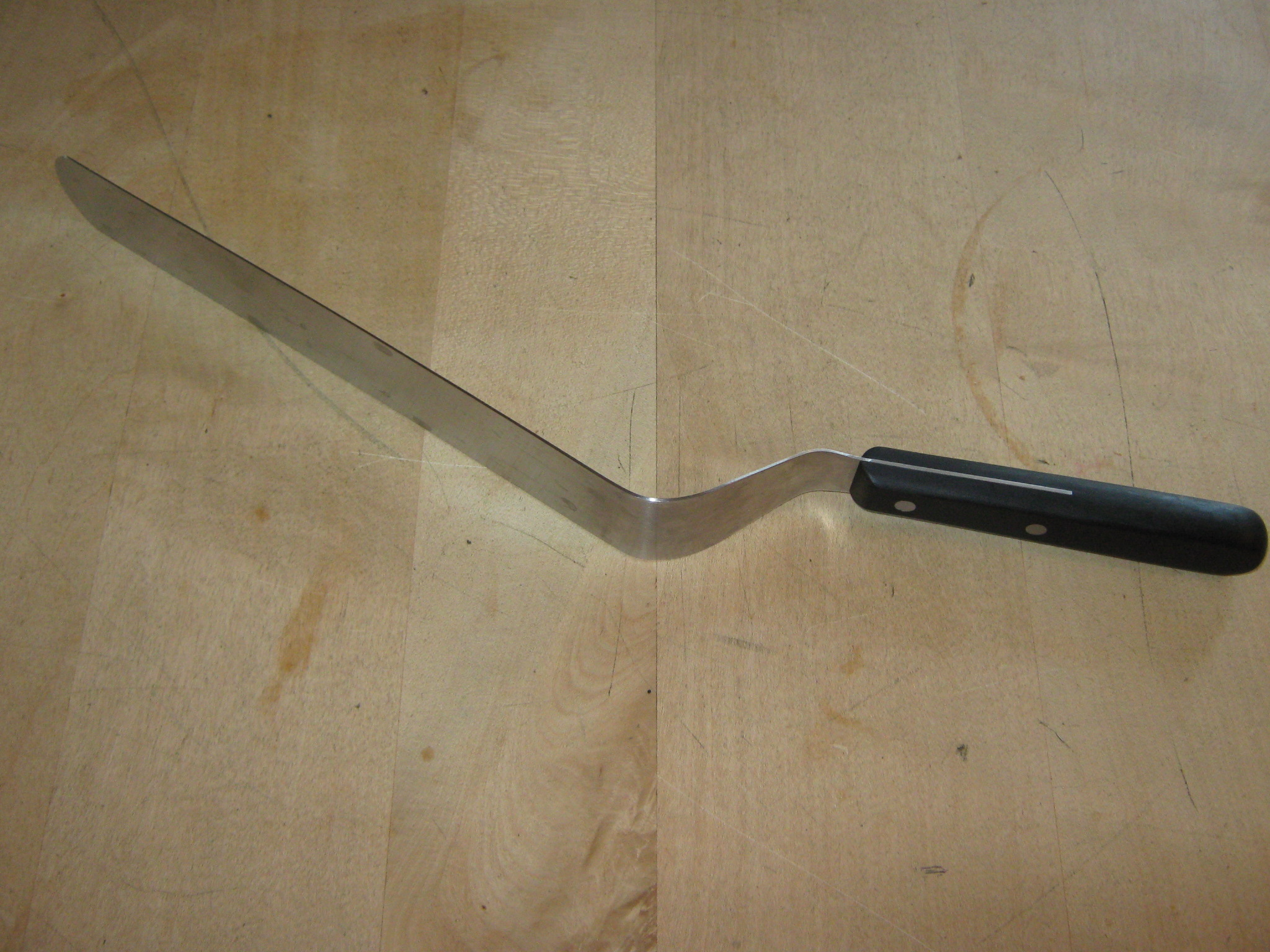
Gekröpfte Form

## Verwandte Themen
- Malmesser – Ein ähnliches Werkzeug in der Malerei.
- Palette – Andere Bedeutungen des Wortes